# Pomalá žurnalistika
Pomalá žurnalistika je pojem zaměřující se na přinášení kvalitního zpravodajství bez důrazu na kvantitu a rychlost. Zpochybňuje předpoklad, že rychlejší podávání informací je lepší. Pomalá žurnalistika vychází ze zásady, že je třeba věnovat čas podrobnému zabývání se zpravodajským tématem. Pomalá žurnalistika by tak měla pomoci čtenářům celé kauze lépe porozumět a vidět ji v širším kontextu. To vše v tradičním formátu, který však využívá moderních technologií. Pojem souzní i s problematikou přehlceností zprávami a vstřebáváním menšího množství mediálního obsahu během dne.

## Periodika označující se za pomalou žurnalistiku
- 24h01, Belgie
- Alternativas Económicas, Španělsko
- De Correspondent, Nizozemsko
- Delayed Gratification, Spojené království
- Jeden news dziennie, Polsko
- Jot Down, Španělsko
- Le Monde diplomatique, Francie
- ProPublica, USA
- Mother Jones, USA
- The Probe, Indie
- Slow News, Itálie
- Tortoise, Spojené království
- UnHerd, Spojené království
- Zetland, Dánsko
- Edasi, Estonsko
- Levila, Estonsko
- Sept.info, Švýcarsko
- Pagenotfound.cz, Česko[4][5]